# Rodrigo Guirao Díaz
Rodrigo Guirao Díaz (Vicente López, 18 gennaio 1980) è un attore argentino.

## Biografia
Nato nel 1980 inizialmente lavora come elettricista di videogiochi e cameriere in un ristorante. Studia recitazione al Centro Cultural San Martín. Ha iniziato la sua carriera nel 2002 con la telenovela Rebelde Way apparendo nel video Inmortal e un anno dopo recita nella seconda stagione della stessa serie con il personaggio di Matias. Prende parte poi anche a La niñera, Paraíso Rock, 1/2 falta e anche a Amas de casa desesperadas.
Recita anche ne Il mondo di Patty nel ruolo di Nicolás e in Son de Fierro. Nel 2009 è tra i protagonisti di Atracción x4.
Nel 2010 lavora in una produzione italiana, Terra ribelle, dove interpreta il protagonista Andrea Marsili; per presentare la serie è stato ospite di alcuni programmi RAI. Anche in seguito partecipa a Violetta, La Certosa di Parma e alla seconda stagione di Terra ribelle. Nel 2013 prende parte a Mi amor, mi amor, una serie argentina; successivamente alla serie Bienvenidos al Lolita ed a Señora Acero.
È stato fidanzato con l'attrice Jenny Williams e con Valentina Reggio, relazioni concluse.

## Filmografia

### Televisione
- Rebelde Way - Matías (serie TV,2002 - 2003)
- Costumbres argentinas -  Estudiante (2003)
- 1/2 falta -  Lisandro Arias (serie TV, 153 episodi , 2005)
- La niñera - Mariano (serie TV, 2005)
- Historias de sexo de gente común -Richie (serie TV, 8 episodi, stagione 2, 2005)
- Paraíso rock - Mike (2005)
- Amas de casa desesperadas - Juan Juárez (programma TV, 23 puntate , 2006-2007)
- Son de Fierro -  Bruno Díaz (serie TV, 2007)
- Il mondo di Patty (Patito Feo) - Nicolás Ocampo (serie TV, stagione 1, 85 episodi, 2007)
- Doctor Who - serie TV, 4x 04 (2008)
- Atracción x4 - Francisco Milhojas (serie TV, 111 episodi, 2008-2009)
- Botineras -  Walter Vázquez (serie TV, 2009)
- Terra ribelle - Andrea Cristofani (serie TV, 15 episodi, 2010-2012)
- Violetta - Alfredo Germont (serie TV,2011)
- La Certosa di Parma - Fabrizio del Dongo (serie TV, 2 episodi, 2012)
- Mi amor, mi amor - Benjamín Valtierra Fernández (serie TV, 90 episodi, 2013)
- Bienvenidos al Lolita - Jota (serie TV, 8 episodi, 2014)
- Señora Acero - Mario Casas / Gustavo Bertoul / Roberto Ruiz (serie TV, 72 episodi , 2015-2018)
- Campanas en la noche - José Carbajal (2019)
- Rubí - Héctor Ferrer Garza (2020)
- Corazón guerrero - Damián Guerrero Sánchez [7](2022)
- De brutas nada - Director[8] (2023)
- Juego de mentiras - Francisco Javier del Río[9] (2023)
- La encrucijada - César Bravo (2024)
- Me atrevo a amarte - Alejandro Sánchez-Guerra Méndez[10] (2025)
- Viola come il mare (2026)

### Teatro
- Patito Feo - La historia más linda en el Teatro regia di Ricky Pashkus (2007)
- Cenerentola (2008)

## Doppiatori italiani
Nelle versioni in italiano dei suoi film, Rodrigo Guirao Díaz è stato doppiato da:
- Emiliano Coltorti in Terra ribelle e Violetta[11].
- Flavio Aquilone in La Certosa di Parma[12].
- Edoardo Stoppacciaro in Il mondo di Patty[13].